# Linia kolejowa Hoppegarten – Altlandsberg
Kolej Hoppegarten – Altlandsberg (niem. Altlandsberger Kleinbahn, Bahnstrecke Hoppegarten–Altlandsberg) – rozebrana normalnotorowa linia kolejowa na terenie wschodniej części aglomeracji berlińskiej (numer 6532). Łączyła miejscowość Altlandsberg ze stacją Hoppegarten Kleinbahnhof w Hoppegarten mającą połączenie z linią z Berlina do Kostrzyna nad Odrą poprzez stację Hoppegarten (Mark).

## Historia
Linia dla ruchu pasażerskiego i towarowego została otwarta 4 października 1898 (umowa z Philippem Balke na budowę i eksploatację). 1 listopada 1905 ruch pasażerski zawieszono z uwagi na problemy finansowe przewoźnika. Pociągi zostały zastąpione przez autobusy. Ruch kolejowy wznowiono 5 maja 1923.
W kwietniu 1945 ruch na linii wstrzymano z uwagi na działania wojenne, by wznowić go w 1946 na skróconym odcinku, do sądu rejonowego znajdującym się przy torowiskach (21 kwietnia 1945 cały tabor kolei opuścił Altlandsberg jako pociąg szpitalny i trafił do Szlezwiku-Holsztyna). Całość linii przywrócono do ruchu 5 kwietnia 1947. 29 maja 1965 wstrzymano ruch pasażerski pomiędzy Hoppegarten i Altlandsberg (na całej trasie). Zamknięto też odcinek od kilometra 3,4 do Altlandsberg dla ruchu towarowego. Z Hoppegarten do kilometra 3,4 nadal istniało połączenie towarowe (stacja transformatorowa). 31 marca 1966 zlikwidowano ostatecznie także ruch towarowy. Torowiska zostały wówczas częściowo zdemontowane - pozostała bocznica towarowa do stacji transformatorowej. W 2003 zaprzestano ruchu na tej trasie, a całkowity demontaż torowisk nastąpił w czerwcu 2007. Na części starotorza powstała ścieżka rowerowa.
Począwszy od Hoppegarten Kleinbahnhof kolejne stacje to: Neuenhagen Dorf (1,8 km), Altlandsberg Seeberg (3,8 km), Altlandsberg Vorstadt (5,8 km) i Altlandsberg (7, 0 km).

## Zarząd
Kolejnymi zarządcami linii były następujące przedsiębiorstwa:
- od 4 października 1898: Altlandsberger Kleinbahn AG,
- od 19 października 1946: Landesbahnen Brandenburg,
- od 1 kwietnia 1949: Deutsche Reichsbahn (DR),
- od 1 stycznia 1994: Deutsche Bahn AG (DB)[3].